# Bouvet (aviso)
Pour les articles homonymes, voir Bouvet.
Le Bouvet, baptisé d'après François Joseph Bouvet, était un aviso à propulsion mixte (à voile et à vapeur) de la marine nationale française, lancé le 24 mai 1865 à Rochefort, premier de sa classe de navires. Long de 55,75 mètres, large de 8,6 mètres, il avait un tirant d'eau de 3,14 mètres ; il jaugeait 760 tonneaux ; la puissance de sa machine était de 700 chevaux et il disposait de 3 canons. 
Mis en service le 18 juin 1866, Bouvet sert au Mexique, dans les Caraïbes et au large de Terre-Neuve.
On se souvient de lui comme l'adversaire de la canonnière allemande SMS Meteor lors de la bataille de La Havane pendant la Guerre de 1870.

## Histoire
Au début de la guerre franco-prussienne de 1870, le Bouvet est envoyé dans les Caraïbes, où il intervient pour sauver le paquebot SS Nouveau Monde. Sous le commandement du capitaine de vaisseau Alexandre Franquet, il s'est battu contre le SMS Meteor lors de la bataille de La Havane, réussissant à éperonner son adversaire et à abattre deux de ses mâts, mais se faisant tirer une balle dans un tuyau à vapeur qui le força à retourner dans les eaux cubaines pour éviter la capture. 

Combat du Bouvet et du Météor
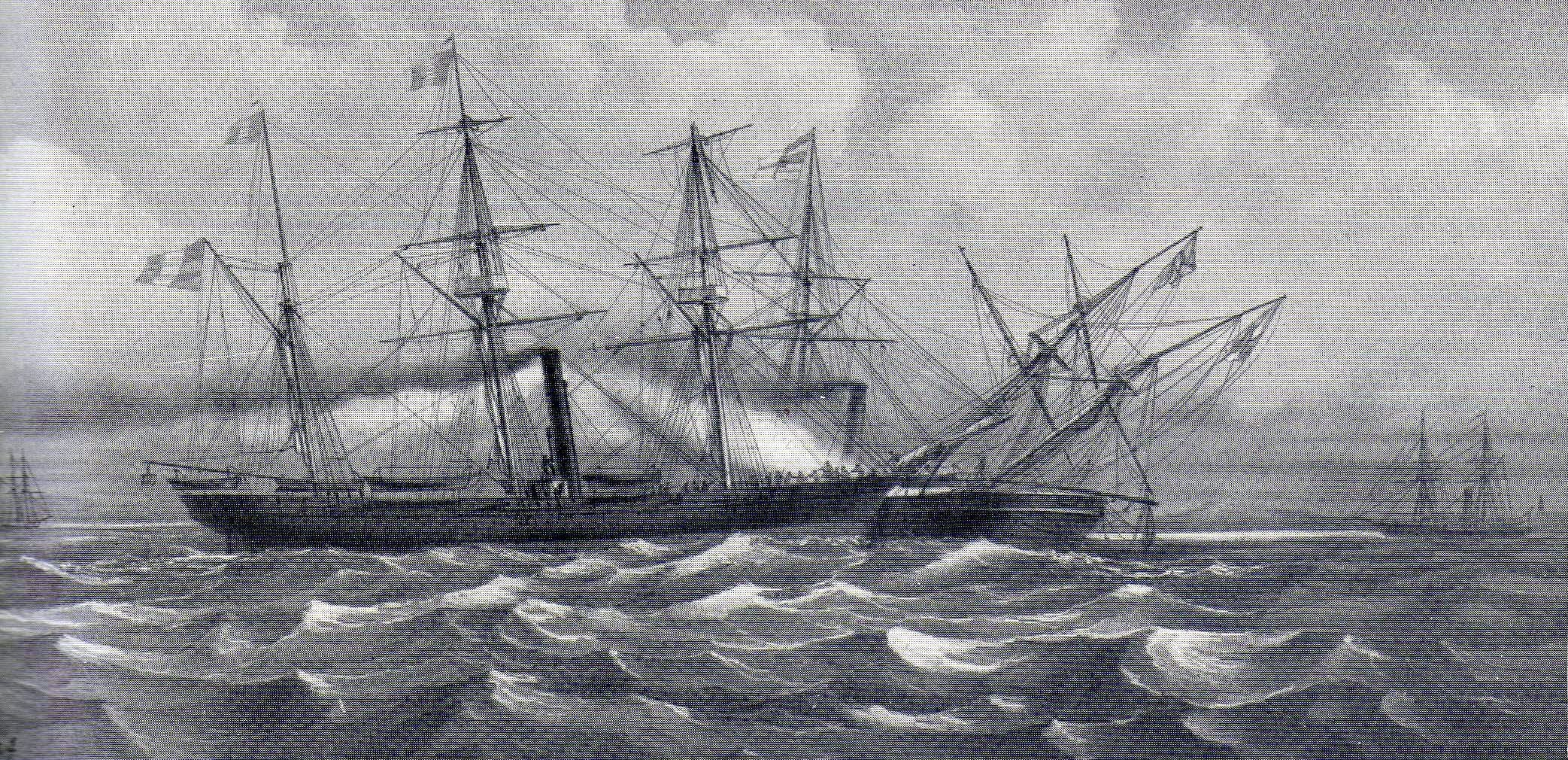
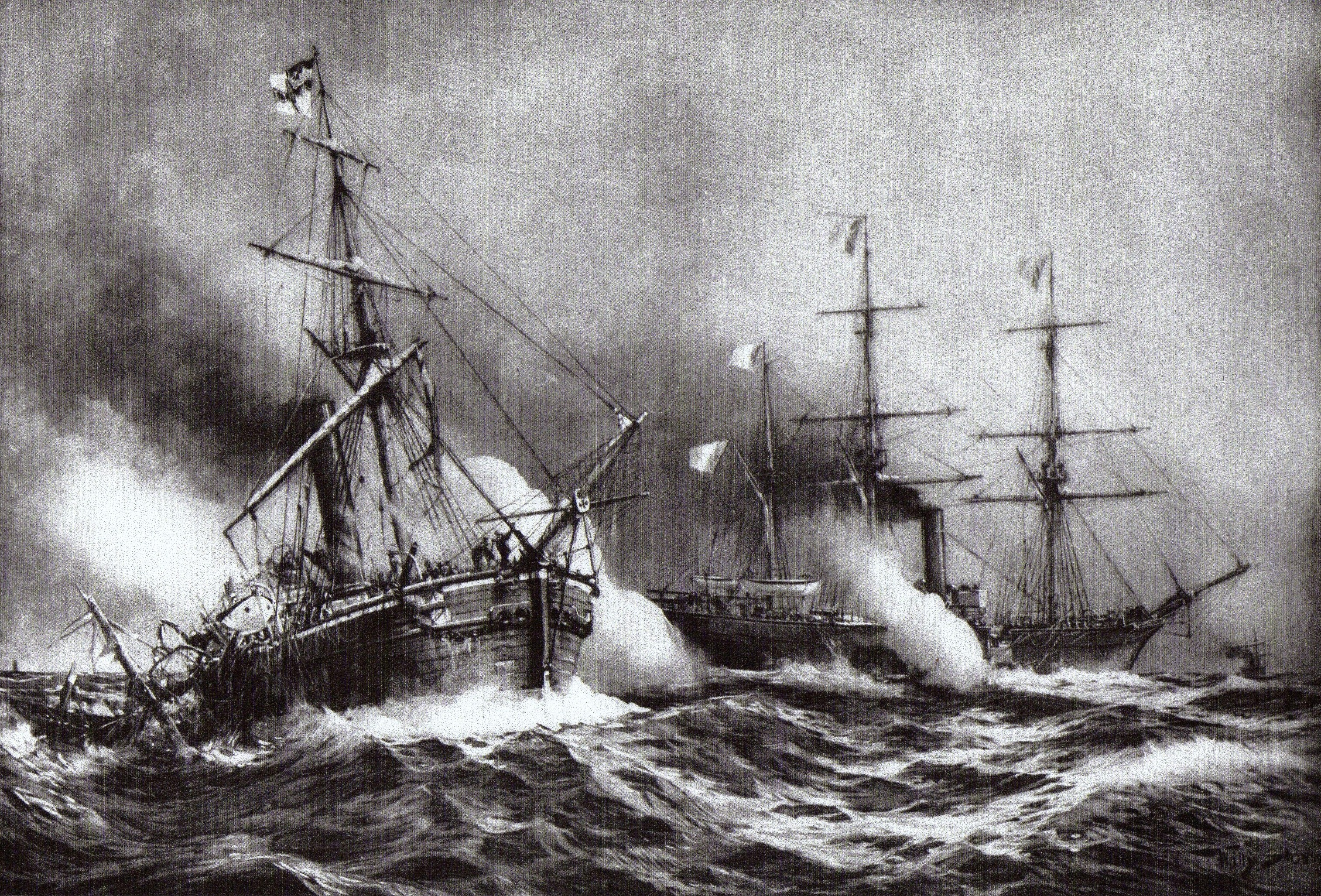
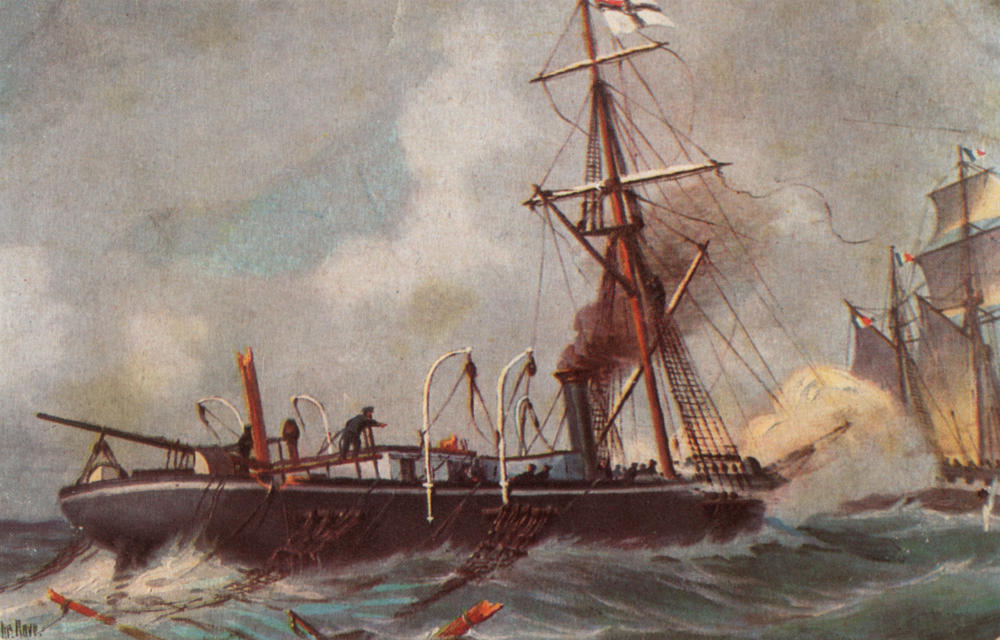

L'aviso Bouvet fit naufrage le 17 septembre 1871 au large de l'Île-à-Vache, une île des Caraïbes, lorsqu'un coup de vent l'envoya sur un récif. L'équipage réussit à abandonner le navire sain et sauf.

## Successeur
Un aviso de 1re classe portant le même nom lui succéda (mis sur cale à Rochefort en 1872, lancé en 1876 - caractéristiques : 840 Tx ; 700 CV ; 4 canons), il fut condamné le 2 avril 1891. C'est à bord de celui-ci que l'enseigne de vaisseau Julien Viaud (Pierre Loti) fut embarqué entre le 5 juin 1877 et le 10 août 1877.